# 親代撫育
親代撫育（英語：Parental care），亦作親代照顧，是指在動物中出現的親輩撫育後代的行為，包括了人類父母養育子女的行為。按照演化學的理論：親代撫育行為令父母輩對子女所投放的關顧（親代投資），令其後代在演化過程較其他沒有親代撫育行為的物種有的進化適應性。

## 演化生物學
在演化生物學，親代投資是指父母輩以其時間和精力作為代價，令其後代得益的行為。
生殖的代价很高。个体生产和抚养子代的时间和资源是有限的，这些投入也可能会对他们未来的生存繁衍有害。這種行為往往都令父母輩減少在其他方面的适应性的投入，也成為了一種繁殖的策略：令父母選擇給相對較少數量的後代存活，又或產生較少量的合子，使牠們有足夠長的時間存活，直至牠們可以再繁殖。

## 參看
- 亲代投资
- 社會性動物：真社會性、亞社會性